# Wilma Stockenström
Wilma Johanna Stockenström (Napier, 7 agosto 1933) è una scrittrice, poetessa e attrice sudafricana.

## Biografia
Nata nel 1933 a Napier, Provincia del Capo, ha studiato all'Università di Stellenbosch ottenendo un B.A. in drammaturgia nel 1952.
Dopo aver lavorato come conduttrice radiofonica a Città del Capo, si è trasferita nel 1954 a Pretoria dove ha sposato il linguista Ants Kirsipuu.
Ha esordito nel 1970 con le poesie contenute in Vir die bysiende leser e in seguito ha pubblicato 6 romanzi, altre 10 raccolte di liriche e alcuni testi teatrali utilizzando la lingua afrikaans.
Attrice per il cinema e la televisione, nel 1988 ha ricevuto il Premio Cavour con il romanzo Spedizione al baobab scoperto e tradotto in inglese dal Premio Nobel John Maxwell Coetzee.

## Opere

### Romanzi
- Uitdraai (1976)
- Eers Linkie dan Johanna (1979)
- Die kremetartekspedisie (1981)
- Spedizione al baobab (The Expedition to the Baobab Tree, 1983), Torino, Il quadrante, 1987 traduzione di Susanna Basso ISBN 88-381-0021-7. - Nuova ed. Nuoro, Ilisso, 2004 traduzione di Susanna Basso ISBN 88-89188-17-0.
- Kaapse rekwisiete (1987)
- Abjater wat so lag (1991)

### Poesia
- Vir die bysiende leser (1970)
- Spieël van water (1973)
- Van vergetelheid en van glans (1976)
- Monsterverse (1984)
- Die heengaanrefrein (1988)
- Aan die Kaap geskryf (1994)
- Spesmase (1999)
- Die Stomme Aarde: 'n Keur (2007)
- The Wisdom of Water: A Selection (2007)
- Skoelapperheuwel, skoelappervrou (2011)
- Hierdie mens (2013)

### Teatro
- Dawid die dik dom kat: ’n kindertoneelstuk (1971)
- Trippens se patatta (1971)
- Laaste middagmaal (1978)

## Alcuni riconoscimenti
- Hertzog Prize: 1977 per Van vergetelheid en van glans e 1992 per Abjater wat so lag
- Premio Grinzane Cavour per la narrativa straniera: 1988 per Spedizione al baobab